# 사우스더블린주

사우스더블린 주의 위치

사우스더블린주(영어: South Dublin, 아일랜드어: Baile Átha Cliath Theas 발레 아하 클리어흐 헤스)는 아일랜드의 주로 주도는 탈라이며 면적은 222.74km2, 인구는 265,205명(2011년 기준)이다.